# Jean-Philippe Dayraut
Jean-Philippe Dayraut (Toulouse, 14 april 1969) is een Frans autocoureur.

## Carrière
In 2001 nam Dayraut deel aan de 24 uur van Le Mans voor het team Oreca met zijn landgenoten David Terrien en Jonathan Cochet als teamgenoten. Zij namen deel in de GTS-klasse, maar moesten na vier ronden al de strijd staken.
Dayraut won zijn eerste Andros Trophy ice racing-titel in 2009, waarna hij deze in 2010 en 2011 verdedigde in een Škoda Fabia. In 2012 stapte hij over naar een Mini Countryman, in het jaar dat hij verloor van voormalig Formule 1-kampioen Alain Prost. In 2013 won hij wel weer de titel.
In 2013 nam Dayraut voor het team ANOME deel aan de seizoensopener van het World Touring Car Championship op het Autodromo Nazionale Monza in een BMW 320 TC. Hij kwalificeerde zich als 23e, waarna hij in de races als elfde en achttiende eindigde.